# Joaquín Larroya
Joaquín Larroya Solano (* 7. Oktober 1937 in Lleida; † 14. April 2021 ebenda) war ein spanischer Kanute.

## Karriere
Joaquín Larroya wurde mehrfach Spanischer Meister und nahm an den Olympischen Spielen 1960 in Rom teil. Dort startete er im K1 über 1000 m und mit Juan Feliz im K2 über 1000 m. Beide Male schied er im Halbfinale aus. Zudem nahm Larroya an mehreren Europameisterschaften teil.